# Belmonte Castello
Belmonte Castello är en ort och kommun i provinsen Frosinone i regionen Lazio i Italien. Kommunen hade 698 invånare (2018).